# Polizeiruf 110: Lauf oder stirb
Lauf oder stirb ist ein deutscher Kriminalfilm von Matti Geschonneck aus dem Jahr 1996. Es ist die 180. Folge innerhalb der Filmreihe Polizeiruf 110 und der zweite Fall für das halleschen Ermittlerduo Schmücke und Schneider, verkörpert von Jaecki Schwarz und Wolfgang Winkler. Die Haupt-Gastrollen dieser Folge sind mit Susanna Simon, Daniel Minetti, Carol Campbell, Veit Stübner und Claudia Wenzel besetzt.

## Handlung
Die Kriminalhauptkommissare Schmücke und Schneider werden spätabends zu einem Leichenfund gerufen. Der Tote kann schnell identifiziert werden und es stellt sich heraus, dass es sich um den Läufer Andrej Naumow handelt. Seine Schwester Olga, die ihn bereits als vermisst gemeldet hatte, ist ebenfalls eine bekannte Läuferin. Die Geschwister wollten am Citylauf teilnehmen. Die junge Frau ist sichtlich geschockt, als die Kommissare ihr die schreckliche Nachricht überbringen. Offensichtlich hat ein Auto ihren Bruder überfahren, ohne dass der Fahrer angehalten hatte. Schmücke vermutet, dass eine Absicht hinter der als Unfall getarnten Tötung Naumows steckt. Möglicherweise sollte der Mann als Konkurrent ausgeschaltet werden, doch die Veranstalterin wiegelt ab, da sich die Siegprämien in Grenzen halten würden.
Schmücke und Schneider sehen sich noch einmal bei Tageslicht an der Unfallstelle um und sind sich sicher, dass Andrej Naumow aus dem Wald kommend die Straße überqueren wollte und dabei sehr schnell gelaufen sein muss, so als sei er verfolgt worden. Schon bald können sie den Unfallfahrer ausfindig machen. Frank Hellmann gibt an, dass er einfach nicht mehr hätte bremsen können. Auch er habe den Eindruck gehabt, dass der Mann, der ihm vors Auto lief, verfolgt worden sei.
Olga muss inzwischen erkennen, dass ihr Trainer und Ehemann Jan Köppel Siegabsprachen trifft. So soll sie beim bevorstehenden Citylauf in Halle nur den dritten Platz belegen und auf keinen Fall auf Sieg laufen. Obwohl ihr das missfällt, schließlich will sie für ihren toten Bruder laufen und alles dafür geben, hält sie sich an die Anweisung. Sie lässt zwei Konkurrentinnen an sich vorüberziehen. Noch in der Nacht wird auf Jan Köppel geschossen. Er wird verletzt ins Krankenhaus gebracht und Schmücke vermutet, dass es sich um Warnschüsse gehandelt hat. Daraufhin wird Hofmann, der Trainer, festgenommen, weil sich die Pistole, mit der vermutlich auf Köppel geschossen worden ist, in seinem Wohnwagen angefunden hat. Hofmann leugnet allerdings, etwas mit dem Anschlag zu tun zu haben und meint, dass ihn da jemand „fertigmachen“ wolle. Die Attacken gehen weiter und kurze Zeit später wird Maria, eine neue Läuferin im Team Köppel, angegriffen und verletzt. Schmücke vermutet eine Eifersuchtstat, da er herausgefunden hat, dass Jan Köppel mit Maria ein Verhältnis hat. Trotz ihrer Verletzung will Maria beim bevorstehenden Citylauf in Wernigerode an den Start gehen. Die Ermittler sind mit vor Ort, denn Schneider befürchtet ein erneutes Attentat auf die Spitzenläuferin. Er stellt die Trinkflasche sicher, die Maria während des Laufes gereicht wurde, doch die Schnellanalyse ergibt keinerlei giftige Substanzen. Die Kommissare bleiben aber weiter achtsam und so beobachtet Schmücke, wie Manager Georg Stoll kurz nach dem Zieleinlauf seinen Schäferhund auf Maria hetzt, der daraufhin von Schneider mit einem gezielten Schuss niedergestreckt wird. Schmücke ist klar, dass Stoll den Hund in gleicher Weise auch auf Andrej Naumow gehetzt hatte. Allerdings konnte Stoll nicht ahnen, dass dieser in seiner Angst vor ein Auto läuft und stirbt. Der Manager gibt seine Taten zu, die als Denkzettel geplant waren, da beide Läufer ihr Team verlassen hatten, um zu Köppel zu wechseln.
Hinter den Anschlägen auf Maria und Jan Köppel hingegen steckte Olga, die den beiden aus Eifersucht einen Schrecken einjagen wollte.

## Produktion, Veröffentlichung
Lauf oder stirb wurde von der Saxonia Media Filmproduktion im Auftrag des MDR produziert und am 14. April 1996 im Ersten zur Hauptsendezeit erstmals ausgestrahlt. Die Dreharbeiten erfolgten im Zeitraum 1. September 1995 bis 1. November 1995 in Halle (Saale), dem Opernhaus Leipzig, in Wernigerode und am Brocken.

## Kritik
Die Kritiker der Fernsehzeitschrift TV Spielfilm zeigen mit dem Daumen nach oben und meinten: „Solider Sprinterkrimi mit Doku-Touch.“